# Pniakowiec
Pniakowiec (Calopus) – rodzaj chrząszczy z podrzędu wielożernych i rodziny zalęszczycowatych. Ma zasięg holarktyczny. Obejmuje dwa opisane gatunki. Owady dorosłe są pyłkożercami, zaś larwy saproksylofagami.

## Taksonomia
Takson ten wprowadzony został w 1777 roku przez Johana Christiana Fabriciusa. Należą do niego tylko dwa opisane gatunki:
- Calopus angustus LeConte, 1851
- Calopus serraticornis (Linnaeus, 1758) – pniakowiec piłkorożny

## Morfologia

### Owad dorosły
Chrząszcze o długim, smukłym, przeciętnie wypukłym, brunatno ubarwionym ciele. Głowa jest krótka, u samic tak szeroka jak przedplecze, a u samców szersza od niego. Duże, wypukłe oczy złożone od góry oddzielone są wąskim czołem, a od spodu sięgają do nasad głaszczków szczękowych. Długie, sięgające co najmniej do ⅔–¾ długości pokryw, osadzone we wcięciach oczu czułki buduje 11 członów, z których pierwszy jest znacznie krótszy od trzeciego, drugi bardzo mały, a człony od trzeciego wzwyż są trójkątne, tworząc piłkowanie. U samic czułki są krótsze i słabiej piłkowane niż u samców. Narządy gębowe cechują się rozdwojonymi wierzchołkami żuwaczek i czteroczłonowymi głaszczkami szczękowymi o ostatnim członie toporowato rozszerzonym.
Przedplecze jest niemal tak szerokie jak długie, w zarysie trochę sercowate. Na bokach przedplecza występują lekkie wklęśnięcia. Na powierzchni wydłużonych i nieco ku tyłowi poszerzonych pokryw występują cztery pary słabo widocznych, zredukowanych do podłużnych wypukłości żeberek. Tylna para skrzydeł jest w pełni wykształcona. Przedpiersie ma krótki i ostry wyrostek, natomiast wyrostek międzybiodrowy śródpiersia jest długi i szeroko rozsuwa środkowe biodra. Ponadto pierwszy segment odwłoka wypuszcza ku przodowi wyrostek rozsuwający biodra ostatniej pary. Odnóża przedniej pary mają po dwie ostrogi na szczytach goleni. Wszystkie stopy mają tylko przedostatni z członów sercowaty wskutek wierzchołkowego wykrojenia oraz pozbawione ząbków pazurki.
Odwłok ma pięć widocznych z zewnątrz sternitów (wentrytów). U samic występuje co najwyżej słabo zesklerotyzwoane pokładełko. Genitalia samców cechują się brakiem apodemy bazalnej (wydłużonej i wygiętej nasady) edeagusa oraz redukcją paramer.

### Larwa
Ciało mają wydłużone, koliste w przekroju, bardzo słabo zesklerotyzowane, dochodzące do 40 mm długości. Głowa ma cztery pary oczek larwalnych. Brodawki ruchowe występują na drugim i trzecim tergicie tułowia, na tergitach odwłoka od drugiego do piątego oraz na sternitach odwłoka: drugim, trzecim i czwartym. Ostatni segment odwłoka zaopatrzony jest w dobrze widoczne, nieruchome urogomfy.

## Występowanie i ekologia
Zasięg rodzaju jest holarktyczny, o genezie laurazjatyckiej. Jego przedstawiciele zasiedlają strefę eurosyberyjskich i vancouverskich lasów iglastych. W Europie, w tym w Polsce, występuje tylko pniakowiec piłkorożny.
Owady dorosłe są pyłkożercami. Przejawiają aktywność zmierzchową i bywają wabione do sztucznych źródeł światła. Larwy są saproksylofagami, żerującymi na butwiejącym drewnie iglastym i liściastym o wysokiej wilgotności. Rozwijają się w materiale stojącym, leżącym jak i pniakach. W przypadku pniakowca piłkorożnego zdolne są także do zasiedlania niezabezpieczonych przed grzybami i wilgocią konstrukcji ludzkich (np. płoty, myśliwskie ambony).